# Adolf von Wilbrandt

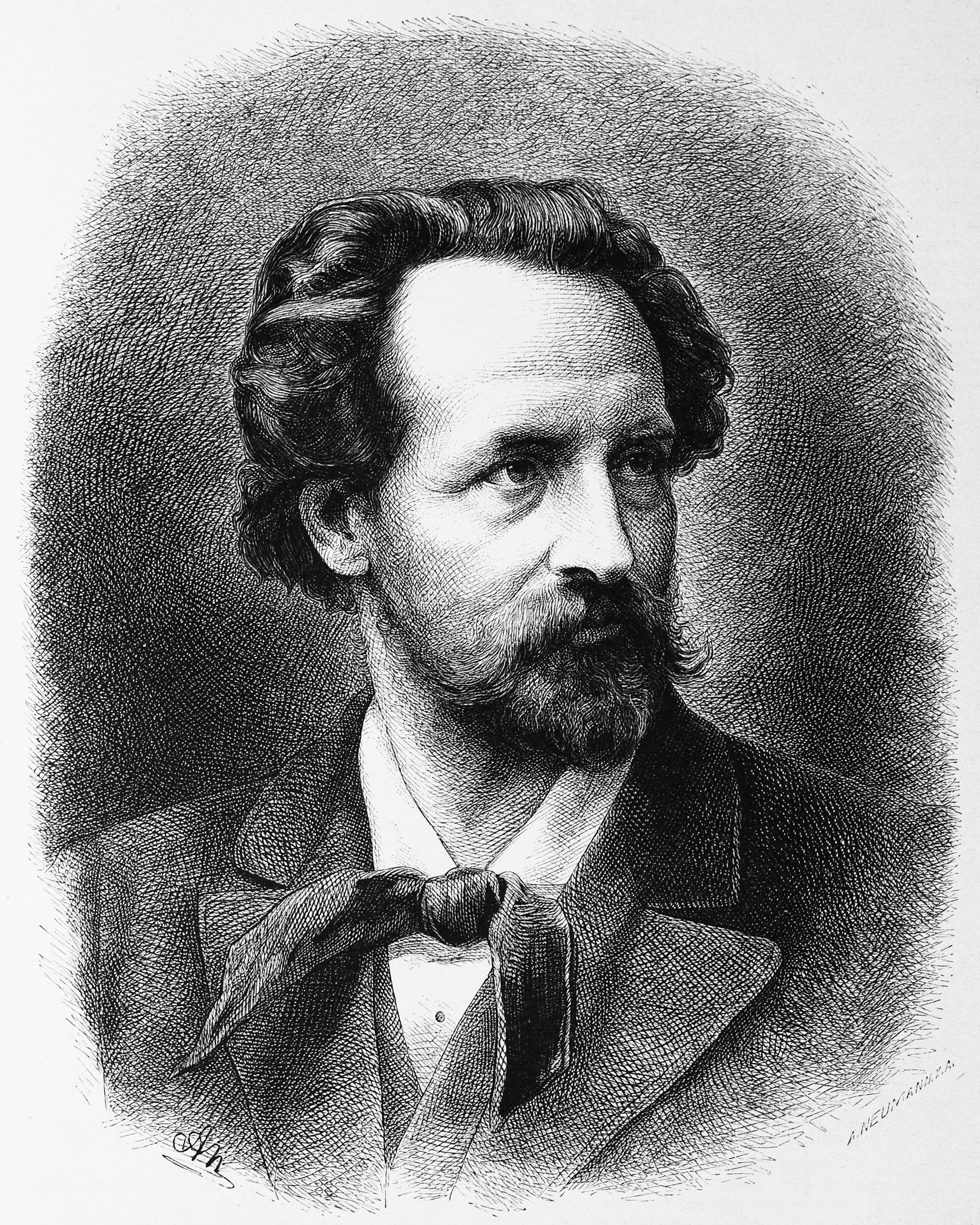
Adolf von Wilbrandt (1882)

Adolf von Wilbrandt (1911)

Adolf Johann Albrecht Friedrich Enoch von Wilbrandt (* 24. August 1837 in Rostock; † 10. Juni 1911 ebenda) war ein deutscher Schriftsteller und Direktor des Burgtheaters in Wien.

## Leben
Adolf von Wilbrandt, fünftes von neun Kindern des Professors Christian Wilbrandt, begann in seiner Heimatstadt das Studium der Rechtswissenschaft, wechselte aber bald zu Geschichte und Philologie und führte sein Studium in Berlin und München fort. Nach seiner Promotion zum Dr. phil. war er in der Redaktion der Münchner Neuesten Nachrichten, dem Vorläufer der Süddeutschen Zeitung, tätig.
Nach ausgedehnten Reisen zog er 1871 nach Wien um, wo er zwei Jahre später die k.k. Hofburgschauspielerin Auguste Baudius heiratete. Am 10. November 1881 wurde er als Nachfolger von Franz von Dingelstedt zum Direktor des Wiener Burgtheaters ernannt, eine Position, die er bis zu seiner Rückkehr nach Rostock 1887 innehatte. Seine Frau blieb bei seiner Rückkehr in Wien. Bereits 1884 war Wilbrandt durch Verleihung des Maximiliansordens durch den bayerischen König Ludwig II. in den persönlichen, nicht vererbbaren Adel erhoben worden und hieß seitdem von Wilbrandt, doch benutzte er das Adelsprädikat in keiner seiner folgenden Publikationen.

## Leistungen

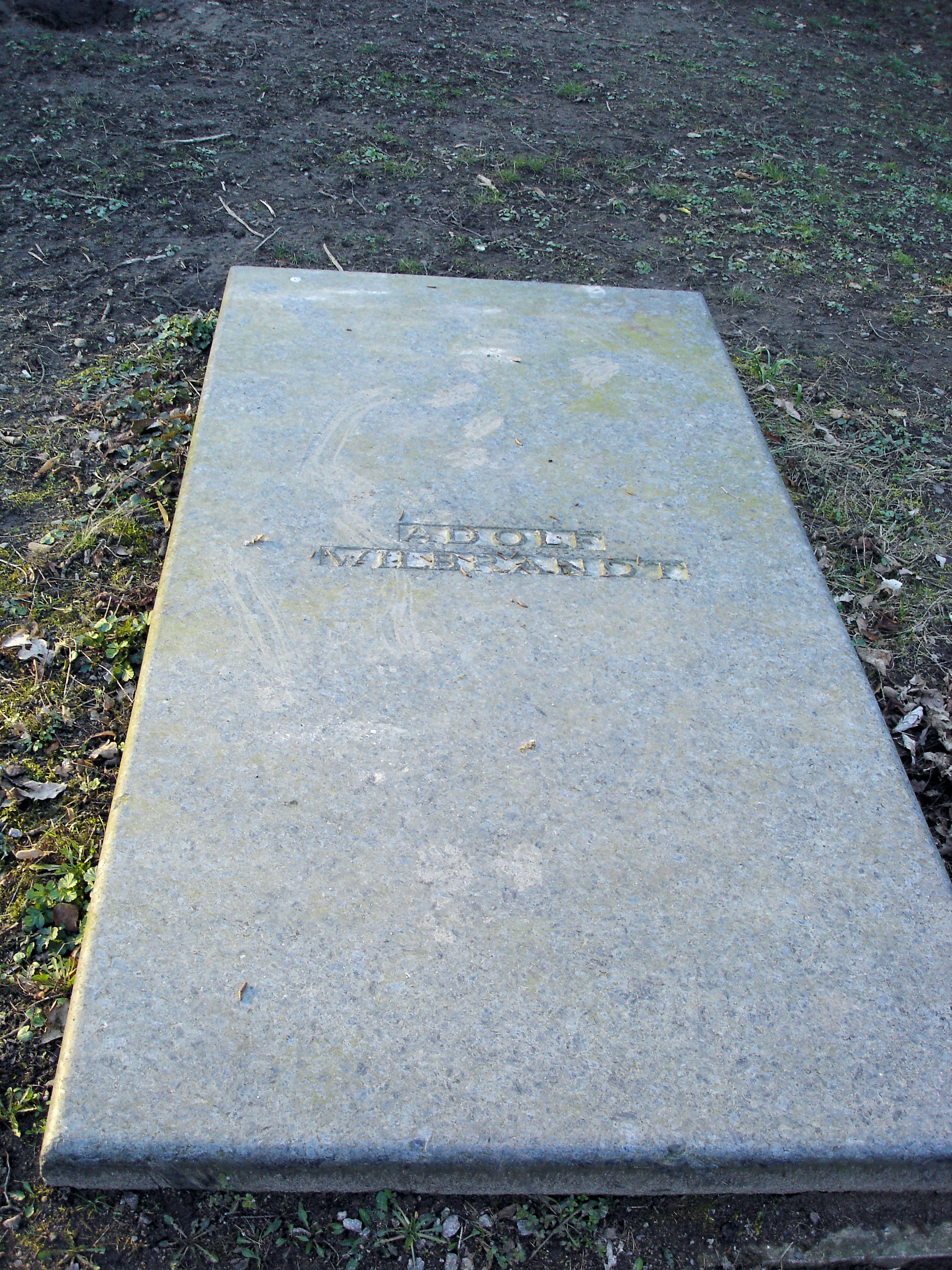
Grab von A. Wilbrandt im heutigen Lindenpark

Wilbrandt schrieb zeitkritische Schlüsselromane aus dem Münchener Dichterkreis, historische Tragödien und Gedichte. Für sein dramatisches Werk wurde er 1877 mit einem von drei vom deutschen Kaiser Wilhelm I. gestifteten Schiller-Preisen ausgezeichnet.
Wilbrandt war auch als Übersetzer tätig, u. a. übersetzte er mehrere Stücke von Sophokles (König Ödipus u. a.), die er in Wien aufführte, ferner Werke von William Shakespeare.
Mit Fridolins heimliche Ehe veröffentlichte er 1875 wahrscheinlich den ersten „schwulen“ Roman der deutschen Literatur, auch wenn er kein Meisterwerk darstellt und stilistisch oft der Nacherzählung einer Boulevardtheateraufführung ähnelt. Zumindest ist er der erste schwule Roman mit Happy End. Die US-Amerikanerin Clara Bell übersetzte den Roman 1884 und dadurch wird Fridolin's mystical marriage auch das erste literarische Dokument mannmännlicher Liebe in Amerika. Die Vorlage für die Figur des bisexuellen Fridolin stellt der ebenfalls aus Rostock stammende Kunsthistoriker Friedrich Eggers dar, welcher gemeinsam mit Wilbrandt nach Wien kam. In seiner autobiographischen Schrift Von Zwanzig bis Dreißig schreibt Wilbrandts Freund Theodor Fontane, dass dieser Eggers in seiner „reizenden Geschichte“ „frei nach dem Leben gezeichnet“ hätte. Wilbrandt macht sich Gedanken über eine nicht festgelegte männlich-weibliche Identität:
Die daher ihre Ergänzung – da ja jedes Geschlecht nach seiner geistigen Ergänzung strebt – sowohl nach rechts als nach links, sowohl beim Manne als beim Weibe suchen; deren seelische Magnetnadel bald nach dem Nordpol der Männlichkeit, bald nach dem Südpol des Weiblichen zeigt. Die man ... leider tragische Erscheinungen nennen muß: denn sie suchen ihre Ergänzung, aber sie finden sie nicht. Suchen Sie den Mann? Nur die weibliche Hälfte ihrer Seele sucht den Mann. Die andere Hälfte nicht; sie hat den Mann in sich selbst. Suchen Sie die Frau? Nur diese andere Hälfte ihrer Seele sucht nach der Frau. Sie können sich nicht ergänzen, denn sie sind schon ergänzt. Sie sind mit sich selbst verheiratet. Sie leben mit sich selbst in einer heimlichen Ehe.

## Zitat
Gib einem Menschen alle Gaben der Erde und nimm ihm die Fähigkeit der Begeisterung, und du verdammst ihn zum ewigen Tod.

## Auszeichnungen und Ehrungen
- 1875 Grillparzer-Preis für Gracchus der Volkstribun
- 1878 Schiller-Preis für Kriemhild
- 1884 Bayerischer Maximiliansorden für Wissenschaft und Kunst
- 1887 Orden der Eisernen Krone (Ritter dritter Klasse)
- 1890 Grillparzer-Preis für Der Meister von Palmyra
- 1919 Benennung der Wilbrandtgasse in Wien-Währing (18. Bezirk) und Döbling (19. Bezirk)
- Adolf-Wilbrandt-Straße in Rostock und Schwerin
- um 1884 Porträtbüste von Caspar von Zumbusch, Burgtheater, nördl. Feststiege.

## Werke (Auswahl)
- Heinrich von Kleist. Beck, Nördlingen 1863 (Digitalisat).
- Geister und Menschen. Beck, Nördlingen 1864. (Digitalisate: Band 1, Band 2, Band 3)
- Heimath. (1867)
- Der Licentiat. (1868)
- Der Mörder. (ca. 1869)
- Der Graf v. Hammerstein. Historisches Schauspiel in fünf Aufzügen. Straub, München 1869. (Digitalisat)
- Jugendliebe. Lustspiel in einem Aufzuge. Bühnenmanuskript. Berlin 1870.
- Unerreichbar. Lustspiel in einem Aufzuge. Bloch, Berlin 1870.
- Die Maler. Lustspiel in drei Aufzügen. Rosner, Wien 1872. (Digitalisat)
- Gracchus der Volkstribun. Trauerspiel in fünf Aufzügen. Rosner, Wien 1872. (Digitalisat)
- Arria und Messalina. Trauerspiel in fünf Aufzügen. Rosner, Wien 1874. (Digitalisat)
- Ein Kampf ums Dasein. Lustspiel in drei Aufzügen. Rosner, Wien 1873. (Digitalisat)
- Fridolins heimliche Ehe. Nach Erinnerungen und Mitteilungen erzählt. Rosner, Wien 1875. (Digitalisat)
- Nero. Schauspiel in fünf Aufzügen. Rosner, Wien 1876. (Digitalisat)
- Kriemhild. Trauerspiel in drei Aufzügen. Rosner, Wien 1877. (Digitalisat)
- Die Tochter des Herrn Fabricius. Schauspiel in vier Aufzügen. (1883) (Digitalisat der Ausgabe 1901)
- Der Meister von Palmyra. Dramatische Dichtung in fünf Aufzügen. Cotta, Stuttgart 1889. (Digitalisat der 5. Aufl. 1896)
- Adams Söhne. Roman. Hertz, Berlin 1890. (Digitalisat)
- Herman Ifinger. Roman. Cotta, Stuttgart 1892. (Digitalisat der 4. Aufl. 1896)
- Die Rothenburger. Roman. Cotta, Stuttgart 1895. (Digitalisat der 3. Aufl. 1896)
- Die Osterinsel. Roman. Cotta, Stuttgart 1895. (Digitalisat)
- Hildegard Mahlmann. Roman. Cotta, Stuttgart 1897. (Digitalisat)
- Franz. Roman. Cotta, Stuttgart 1901. (Digitalisat)
- Das lebende Bild und andere Geschichten. Cotta, Stuttgart 1901. (Digitalisat)
- Der Lotsenkommandeur. Erzählung. Volksbücher, Wiesbaden 1903.
- Der Rosengarten. Novelle. Keil, Leipzig 1903.
- Fesseln. Roman. Cotta, Stuttgart und Berlin 1904. (Digitalisat)
- Erinnerungen. Cotta, Stuttgart und Berlin 1905.
- Sommerfäden. Roman. Cotta, Stuttgart 1907.
- Dämonen und andere Geschichten. Cotta, Stuttgart und Berlin 1908. (Digitalisat)
- Hiddensee. (1910). Neuauflage von 2009, Hrsg. Ute Fritsch, ISBN 978-3-931911-37-9
- Johann Ohlerich. In: Deutscher Novellenschatz. Hrsg. von Paul Heyse und Hermann Kurz. Bd. 7. 2. Aufl. Berlin, [1910], S. 267–332. In: Weitin, Thomas (Hrsg.): Volldigitalisiertes Korpus. Der Deutsche Novellenschatz. Darmstadt/Konstanz, 2016 (Digitalisat und Volltext im Deutschen Textarchiv)

## Briefe
- 5 Briefe Adolf Wilbrandt an Dethloff Carl Hinstorff 22. September 1874 bis 23. Dezember 1875[5]
- 25 Briefe und Karten Adolf Wilbrandt an verschiedene Empfänger 24. Juni 1863 bis 11. März 1910[6]